# Альфред Ліхтенштайн
Альфре́д Ліхтеншта́йн (нім. Alfred Lichtenstein; 23 серпня 1889, Берлін — 25 вересня 1914, Вермандовілле, Сомма, Франція) — німецький юрист і письменник-експресіоніст.

## Біографія
Альфред Ліхтенштайн народився в Вільмерсдорфі (район в західній частині Берліна).
Вивчав юриспруденцію в Берліні, а пізніше в Ерланґені.
Як поет дебютував 1910 р. в берлінських часописах «Der Sturm» і «Die Aktion». 1913 р. видав поетичну збірку «Die Dämmerung» («Сутінки»).
Пішов добровольцем на фронт Першої світової війни у складі Другого баварського піхотного полку. Загинув на Західному фронті.

## Переклади на українську мову
На українську мову вірші Альфреда Ліхтенштайна перекладали Михайло Яловий («Дощова ніч» // Червоний шлях. — 1933. — № 1.) та Дмитро Загул («Імла». «Під Сарбургом». «Смеркання» // Життя й революція. — 1926. — № 9.).
Також кілька віршів Альфреда Ліхтенштайна вийшли друком у перекладі Олександри Ковальової у збірці «Демони міст» у видавництві «Майдан» 2016 р. 